# Alchemilla mollifolia
Alchemilla mollifolia é uma espécie de rosácea do gênero Alchemilla, pertencente à família Rosaceae.